# 1927 en hockey sur glace
Cette page présente les évènements de l'année 1927 au hockey sur glace.

## Amérique du Nord

### Ligue nationale de hockey
- Les Sénateurs d'Ottawa remportent la Coupe Stanley 1927

## Europe

### Allemagne
- Le SC Riessersee remporte le titre de champion d'Allemagne[1].

### France
- Coupe Magnus : Chamonix est sacré champion de France.

### Suisse
- Le HC Davos est sacré champion de Suisse (titre unifié).

## International
- 29 janvier : l’Autriche remporte le championnat d'Europe devant la Belgique.